# Géranium à feuilles rondes
Geranium rotundifolium
Espèce
Classification phylogénétique
Le Géranium à feuilles rondes, ou mauvin, mauvette (Geranium rotundifolium L. ), est une espèce de plantes herbacées du genre Geranium, de la famille des Géraniacées.

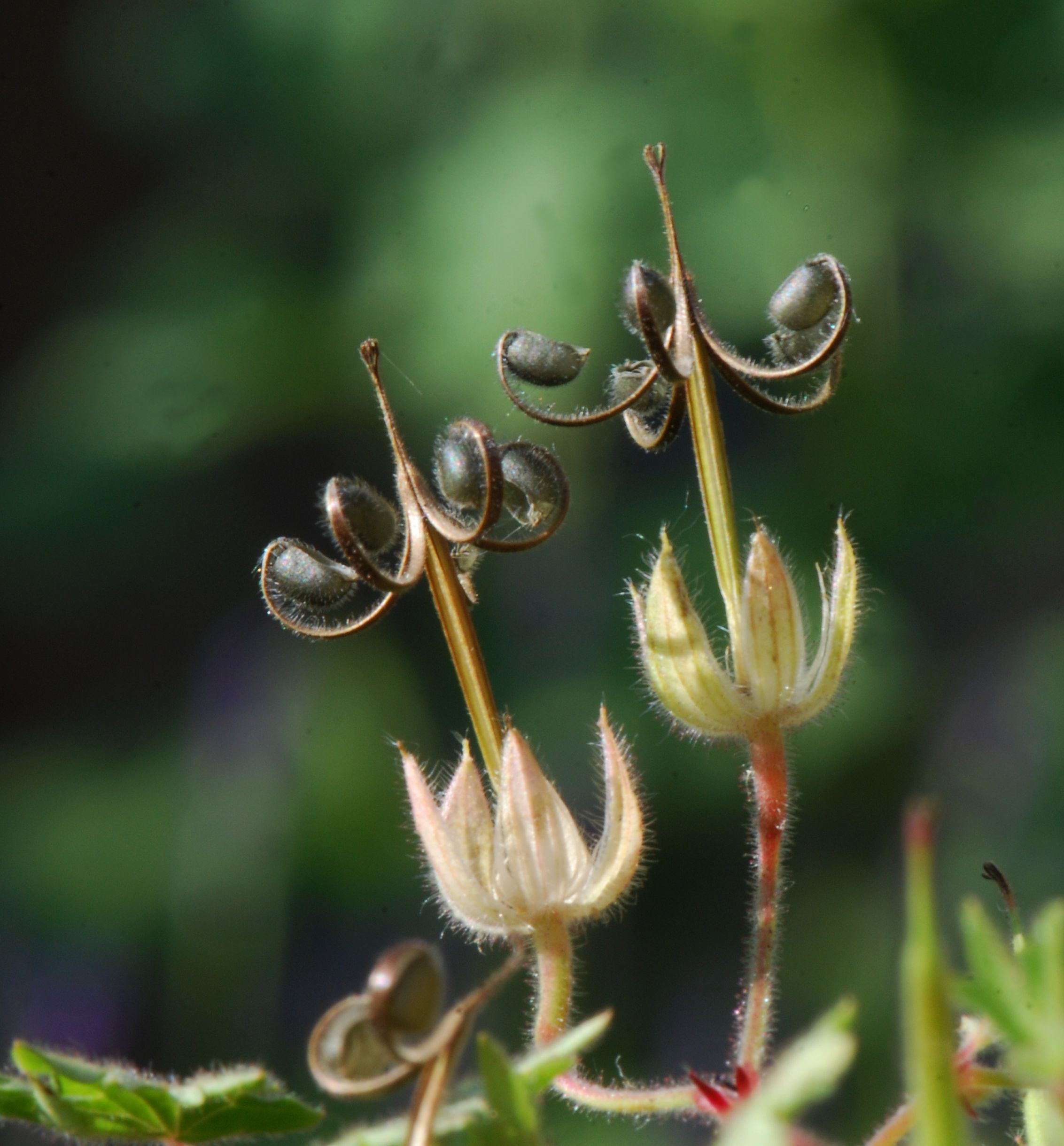
Fruit

## Description
C'est une plante annuelle, poilue, aux tiges de 10 à 40 cm de hauteur, dressées ou diffuses.
Les feuilles velues, sont toutes longuement pétiolées, orbiculaires-arrondies, palmatifides, à 5-7 lobes en coin, presque aussi larges que longs. Elles sont très souvent marquées d’un point rouge aux sinus. Elles sont disposées en rosette à la base puis opposées.
Les fleurs sont petites, de couleur rose. Les 5 sépales verts sont linéaires, de 5-6 mm de long. Les 5 pétales sont d'un rose intense et base blanche, entiers ou faiblement émarginés. L'inflorescence est une cyme à deux fleurs, portée par un pédoncule est plus court que les feuilles. Les carpelles sont pubescents.
La floraison a lieu d'avril à septembre.

## Caractéristiques
Organes reproducteurs :
- Couleur dominante des fleurs : rose
- Floraison de juin à septembre
- Inflorescence : racème de cymes unipares hélicoïdes
- Sexualité : hermaphrodite
- Pollinisation : entomogame

Graine :
- Fruit : capsule
- Dissémination : épizoochore

## Habitat et répartition
Elle est présente dans les champs, le long des chemins, des haies et dans les jardins.
Plante d'Asie occidentale, Afrique septentrionale et Europe, elle est présente dans toute la France métropolitaine. Elle est naturalisée ailleurs.

## Synonymes
D'après The Plant List, les synonymes sont :
- Geranium core Kostel.
- Geranium malvaceum Wahlenb.
- Geranium pinnatifidum Picard
- Geranium potentilloides Klotzsch
- Geranium propinquum Salisb.
- Geranium strictum Picard
- Geranium subrotundum Ehrh. ex Hoffm.
- Geranium viscidulum Fr.
- Geranium viscosum Gilibert